# Котельнический 219-й пехотный полк
219-й пехотный Котельнический полк — пехотная часть Русской императорской армии. Входил в состав второй бригады 55-й пехотной дивизии.

## История
Сформирован в Москве в июле 1914 года. Командиром полка с 8 июля 1914 был полковник Владимир Николаевич Смердов.
Полк был развёрнут из 11 Фанагорийского гренадёрского полка. Для доукомплектования полка прибыло 11 запасных команд из Котельнического уезда Вятской губернии: всего с 26 июля по 5 августа в полк прибыли 2330 человек. Прибывших запасных полковник Смердов не ранжировал, а направлял в роты группами, по мере прибытия, благодаря чему односельчане попадали в одну роту. От фанагорийцев был взят старый комплект музыкальных инструментов и в полку образована внештатная музыкантская команда.
На 10 августа 1914 года в полку состояло 56 офицеров, 9 классных чиновников, 4209 нижних чинов и 263 лошади. 
В 1914—1918 годах полк принимал участие в Первой мировой войне. В отличие от других частей дивизии, которая показала себя очень посредственной в Лодзинском сражении и в тяжелых боях на Равке, 219-й полк полковника Смердова был исключением. 
В полку служили:
- подпрапорщик Илья Михайлович Загайнов, полный кавалер Георгиевского креста (убит в бою 5 июля 1916 года[3])
- штабс-капитан Владимир Артурович Гирш, георгиевский кавалер (27.09.1916),
- прапорщик Данилов, Алексей Ильич, будущий генерал-лейтенант РККА.

Был издан «Фотоальбом 219-го пехотного Котельнического полка» (26 л. фот. 31 x 28,3 см).

## Командиры
- 16.08.1914 — 11.02.1915 — полковник Смердов, Владимир Николаевич
- 21.03.1915 — 09.02.1917 — полковник Павловский, Иосиф Владиславович
- 21.03.1917 — 18.09.1917 — полковник Романов, Роман Романович
- 29.09.1917 — 15.10.1917 — полковник Томилко, Иван Иванович
- 15.10.1917 — хх.хх.хххх — полковник Кичкин, Павел Фёдорович